# Min (gud)
Min er en oldægyptisk frugtbarhedsgud fra den prædynastiske periode (4. årtusinde f.Kr.).
Han blev afbildet i mange forskellige former, men blev ofte afbildet i mandeform, vist med en erigeret penis som han holdt i sin venstre hånd og med en opad pegende højre hånd holdende en plejl. Som Khem var Min en frugtbarhedsgud; som Khnum, var han skaberen af alt.